# Cybaeus constrictus
Cybaeus constrictus är en spindelart som beskrevs av Chamberlin och Ivie 1942. Cybaeus constrictus ingår i släktet Cybaeus och familjen vattenspindlar. Inga underarter finns listade i Catalogue of Life.